# Eduard Peters
Eduard Peters (9 de abril de 1869, Halberstadt, Sajonia-Anhalt, Alemania - 22 de mayo de 1948, Veringenstadt) fue un funcionario de correos alemán. 
Después de su retiro por motivos de salud estudió a partir de 1925 geología, botánica, zoología  y prehistoria en Friburgo de Brisgovia. En 1927 descubrió uno de los yacimientos más importantes de la Edad de Piedra en cuevas cerca de Engen que excavó. Una de ellas lleva su nombre (Petersfelshöhle). El 22 de mayo de 1948 murió de un infarto cardíaco.